# Eredivisie 2011-12
La Eredivisie 2011-12 fue la 56.ª edición de la Eredivisie, la primera división de fútbol de los Países Bajos. El ganador se clasificó a la Liga de Campeones 2012-13, el segundo lugar se clasificó a la tercera ronda previa de la Liga de Campeones 2012-13, el tercer y cuarto lugares juegan la ronda preliminar de la UEFA Europa League 2012-13, mientras que el quinto comienza desde la tercera ronda preliminar, y del 6.º al 9.º lugar jugaron los play-offs para definir un pase a la misma competición. El último lugar descendió, mientras que los lugares 16.º y 17.º jugaron una ronda de repesca para el descenso.

## Equipos y estadios
| Club            | Localización | Estadio                  | Capacidad |
| --------------- | ------------ | ------------------------ | --------- |
| ADO Den Haag    | La Haya      | Den Haag Stadion         | 15.000    |
| Ajax            | Ámsterdam    | Amsterdam ArenA          | 52.342    |
| AZ Alkmaar      | Alkmaar      | AZ Stadion               | 17.000    |
| Excelsior       | Róterdam     | Woudestein               | 3.531     |
| Feyenoord       | Róterdam     | Stadion Feijenoord       | 51.577    |
| De Graafschap   | Doetinchem   | De Vijverberg            | 12.600    |
| Groningen       | Groninga     | Euroborg                 | 22.580    |
| Heerenveen      | Heerenveen   | Abe Lenstra Stadion      | 26.800    |
| Heracles Almelo | Almelo       | Polman Stadion           | 8.500     |
| NAC Breda       | Breda        | Rat Verlegh Stadion      | 19.000    |
| NEC Nimega      | Nimega       | Stadion de Goffert       | 12.470    |
| PSV             | Eindhoven    | Philips Stadion          | 35.000    |
| Roda JC         | Kerkrade     | Parkstad Limburg Stadion | 19.979    |
| Twente          | Enschede     | De Grolsch Veste         | 32.000    |
| Utrecht         | Utrecht      | Stadion Galgenwaard      | 24.426    |
| Vitesse         | Arnhem       | Gelredome                | 25.000    |
| VVV-Venlo       | Venlo        | De Koel                  | 8.000     |
| RKC Waalwijk    | Waalwijk     | Mandemakers Stadion      | 7.500     |

## Tabla de posiciones
| Pos. | Equipo            | Pts | PJ | PG | PE | PP | GF | GC | DIF |
| ---- | ----------------- | --- | -- | -- | -- | -- | -- | -- | --- |
| 1    | Ajax (C)          | 76  | 34 | 23 | 7  | 4  | 93 | 36 | +57 |
| 2    | Feyenoord         | 70  | 34 | 21 | 7  | 6  | 70 | 37 | +33 |
| 3    | PSV               | 69  | 34 | 21 | 6  | 7  | 87 | 47 | +40 |
| 4    | AZ                | 65  | 34 | 19 | 8  | 7  | 64 | 35 | +29 |
| 5    | SC Heerenveen     | 64  | 34 | 18 | 10 | 6  | 79 | 59 | +20 |
| 6    | Twente            | 60  | 34 | 17 | 9  | 8  | 82 | 46 | +36 |
| 7    | Vitesse (G)       | 53  | 34 | 15 | 8  | 11 | 48 | 43 | +5  |
| 8    | NEC               | 45  | 34 | 13 | 6  | 15 | 42 | 45 | -3  |
| 9    | RKC Waalwijk      | 45  | 34 | 13 | 6  | 15 | 40 | 49 | -9  |
| 10   | Roda JC           | 44  | 34 | 14 | 2  | 18 | 55 | 70 | -15 |
| 11   | FC Utrecht        | 43  | 34 | 11 | 10 | 13 | 55 | 58 | -3  |
| 12   | Heracles          | 40  | 34 | 11 | 7  | 16 | 52 | 62 | -10 |
| 13   | NAC Breda         | 38  | 34 | 10 | 8  | 16 | 45 | 54 | -9  |
| 14   | FC Groningen      | 37  | 34 | 10 | 7  | 17 | 41 | 61 | -20 |
| 15   | ADO Den Haag      | 32  | 34 | 8  | 8  | 18 | 38 | 67 | -29 |
| 16   | VVV Venlo         | 31  | 34 | 9  | 4  | 21 | 42 | 78 | -36 |
| 17   | De Graafschap (D) | 24  | 34 | 6  | 6  | 22 | 36 | 74 | -38 |
| 18   | Excelsior (D)     | 19  | 34 | 4  | 7  | 23 | 28 | 76 | -48 |

| Fase de grupos de la Liga de Campeones de la UEFA 2012-13 | Tercera ronda previa de la Liga de Campeones de la UEFA 2012-13 | UEFA Europa League 2012-13 (4ª fase) | Clasificado a la 3ª fase previa de la UEFA Europa League 2012-13 | Play-offs para ingresar a la UEFA Europa League 2012-13 (2ª fase) | Play-offs de descenso | Descenso directo |

| (C) Campeón                  |
| (G) Ganador de los play-offs |
| (D) Descendido               |

| Bandera de los Países Bajos |
| Campeón Ajax 31.er título   |

## Resultados
Los horarios corresponden a la CET (Hora Central Europea) UTC+1 en horario estándar y UTC+2 en horario de verano.
| Excelsior     | 0 - 2 (enlace roto disponible en Internet Archive; véase el historial, la primera versión y la última). | Feyenoord       | 5 de agosto de 2011 | 20:00 |
| Roda          | 2 - 1 (enlace roto disponible en Internet Archive; véase el historial, la primera versión y la última). | Groningen       | 6 de agosto de 2011 | 18:45 |
| Waalwijk      | 2 - 2 (enlace roto disponible en Internet Archive; véase el historial, la primera versión y la última). | Heracles Almelo | 6 de agosto de 2011 | 19:45 |
| Heerenveen    | 2 - 2 (enlace roto disponible en Internet Archive; véase el historial, la primera versión y la última). | NEC             | 6 de agosto de 2011 | 19:45 |
| VVV-Venlo     | 0 - 0 (enlace roto disponible en Internet Archive; véase el historial, la primera versión y la última). | Utrecht         | 6 de agosto de 2011 | 20:45 |
| AZ            | 3 - 1 (enlace roto disponible en Internet Archive; véase el historial, la primera versión y la última). | PSV             | 7 de agosto de 2011 | 12:30 |
| ADO Den Haag  | 0 - 0 (enlace roto disponible en Internet Archive; véase el historial, la primera versión y la última). | Vitesse         | 7 de agosto de 2011 | 14:30 |
| De Graafschap | 1 - 4 (enlace roto disponible en Internet Archive; véase el historial, la primera versión y la última). | Ajax            | 7 de agosto de 2011 | 14:30 |
| NAC Breda     | 0 - 1 (enlace roto disponible en Internet Archive; véase el historial, la primera versión y la última). | Twente          | 7 de agosto de 2011 | 16:30 |

| Twente          | 2 - 0 (enlace roto disponible en Internet Archive; véase el historial, la primera versión y la última). | AZ            | 13 de agosto de 2011 | 18:45 |
| Vitesse         | 4 - 0 (enlace roto disponible en Internet Archive; véase el historial, la primera versión y la última). | VVV-Venlo     | 13 de agosto de 2011 | 19:45 |
| PSV             | 1 - 0 (enlace roto disponible en Internet Archive; véase el historial, la primera versión y la última). | Waalwijk      | 13 de agosto de 2011 | 19:45 |
| Feyenoord       | 3 - 0 (enlace roto disponible en Internet Archive; véase el historial, la primera versión y la última). | Roda          | 13 de agosto de 2011 | 20:45 |
| Heracles Almelo | 2 - 1 (enlace roto disponible en Internet Archive; véase el historial, la primera versión y la última). | NAC Breda     | 14 de agosto de 2011 | 12:30 |
| Utrecht         | 2 - 2 (enlace roto disponible en Internet Archive; véase el historial, la primera versión y la última). | De Graafschap | 14 de agosto de 2011 | 14:30 |
| Ajax            | 5 - 1 Archivado el 17 de agosto de 2011 en Wayback Machine.                                             | Heerenveen    | 14 de agosto de 2011 | 14:30 |
| Groningen       | 4 - 2 (enlace roto disponible en Internet Archive; véase el historial, la primera versión y la última). | ADO Den Haag  | 14 de agosto de 2011 | 16:30 |
| NEC             | 2 - 0 Archivado el 17 de agosto de 2011 en Wayback Machine.                                             | Excelsior     | 15 de agosto de 2011 | 20:00 |

| Roda            | 0 - 2 Archivado el 25 de marzo de 2012 en Wayback Machine.                                              | Waalwijk      | 19 de agosto de 2011 | 20:00 |
| Vitesse         | 2 - 1 (enlace roto disponible en Internet Archive; véase el historial, la primera versión y la última). | Utrecht       | 20 de agosto de 2011 | 18:45 |
| Heerenveen      | 1 - 5 (enlace roto disponible en Internet Archive; véase el historial, la primera versión y la última). | Twente        | 20 de agosto de 2011 | 19:45 |
| Excelsior       | 1 - 1 (enlace roto disponible en Internet Archive; véase el historial, la primera versión y la última). | De Graafschap | 20 de agosto de 2011 | 19:45 |
| NAC Breda       | 2 - 2 Archivado el 31 de enero de 2012 en Wayback Machine.                                              | Groningen     | 20 de agosto de 2011 | 20:45 |
| Heracles Almelo | 1 - 1 Archivado el 31 de enero de 2012 en Wayback Machine.                                              | Feyenoord     | 21 de agosto de 2011 | 12:30 |
| VVV-Venlo       | 2 - 2 (enlace roto disponible en Internet Archive; véase el historial, la primera versión y la última). | Ajax          | 21 de agosto de 2011 | 14:30 |
| AZ              | 4 - 0 (enlace roto disponible en Internet Archive; véase el historial, la primera versión y la última). | NEC           | 21 de agosto de 2011 | 14:30 |
| ADO Den Haag    | 0 - 3 Archivado el 7 de febrero de 2012 en Wayback Machine.                                             | PSV           | 21 de agosto de 2011 | 16:30 |

| Ajax          | 4 - 1 Archivado el 29 de enero de 2012 en Wayback Machine.   | Vitesse         | 26 de agosto de 2011 | 20:00 |
| Waalwijk      | 2 - 1 Archivado el 7 de febrero de 2012 en Wayback Machine.  | NAC Breda       | 27 de agosto de 2011 | 18:45 |
| Twente        | 4 - 1 Archivado el 7 de febrero de 2012 en Wayback Machine.  | VVV-Venlo       | 27 de agosto de 2011 | 19:45 |
| NEC           | 2 - 1 Archivado el 18 de marzo de 2012 en Wayback Machine.   | Heracles Almelo | 27 de agosto de 2011 | 19:45 |
| Utrecht       | 3 - 1 Archivado el 5 de febrero de 2012 en Wayback Machine.  | Roda            | 27 de agosto de 2011 | 20:45 |
| De Graafschap | 0 - 3 Archivado el 15 de febrero de 2012 en Wayback Machine. | ADO Den Haag    | 28 de agosto de 2011 | 12:30 |
| Feyenoord     | 2 - 2 Archivado el 15 de febrero de 2012 en Wayback Machine. | Heerenveen      | 28 de agosto de 2011 | 14:30 |
| Groningen     | 0 - 3 Archivado el 7 de febrero de 2012 en Wayback Machine.  | AZ              | 28 de agosto de 2011 | 14:30 |
| PSV           | 6 - 1 Archivado el 29 de enero de 2012 en Wayback Machine.   | Excelsior       | 28 de agosto de 2011 | 16:30 |

| Roda            | 2 - 1 Archivado el 25 de marzo de 2012 en Wayback Machine.  | Twente    | 10 de septiembre de 2011 | 18:45 |
| De Graafschap   | 1 - 0 Archivado el 19 de marzo de 2012 en Wayback Machine.  | NEC       | 10 de septiembre de 2011 | 19:45 |
| ADO Den Haag    | 0 - 1 Archivado el 7 de febrero de 2012 en Wayback Machine. | Waalwijk  | 10 de septiembre de 2011 | 19:45 |
| AZ              | 4 - 0 Archivado el 29 de enero de 2012 en Wayback Machine.  | Vitesse   | 10 de septiembre de 2011 | 19:45 |
| Heracles Almelo | 2 - 3 Archivado el 31 de enero de 2012 en Wayback Machine.  | Ajax      | 10 de septiembre de 2011 | 20:45 |
| Heerenveen      | 3 - 0 Archivado el 30 de enero de 2012 en Wayback Machine.  | Groningen | 11 de septiembre de 2011 | 12:30 |
| NAC Breda       | 1 - 3 Archivado el 31 de enero de 2012 en Wayback Machine.  | Feyenoord | 11 de septiembre de 2011 | 14:30 |
| VVV-Venlo       | 3 - 3 Archivado el 19 de marzo de 2012 en Wayback Machine.  | PSV       | 11 de septiembre de 2011 | 14:30 |
| Excelsior       | 2 - 3 Archivado el 30 de enero de 2012 en Wayback Machine.  | Utrecht   | 11 de septiembre de 2011 | 16:30 |

| NEC       | 1 - 2 Archivado el 24 de septiembre de 2011 en Wayback Machine. | NAC Breda       | 16 de septiembre de 2011 | 20:00 |
| Groningen | 2 - 0 Archivado el 24 de septiembre de 2011 en Wayback Machine. | Excelsior       | 17 de septiembre de 2011 | 18:45 |
| VVV-Venlo | 0 - 3 Archivado el 24 de septiembre de 2011 en Wayback Machine. | Heerenveen      | 17 de septiembre de 2011 | 19:45 |
| Vitesse   | 5 - 0 Archivado el 24 de septiembre de 2011 en Wayback Machine. | Roda            | 17 de septiembre de 2011 | 19:45 |
| Feyenoord | 4 - 0 Archivado el 24 de septiembre de 2011 en Wayback Machine. | De Graafschap   | 17 de septiembre de 2011 | 20:45 |
| PSV       | 2 - 2 Archivado el 24 de septiembre de 2011 en Wayback Machine. | Ajax            | 18 de septiembre de 2011 | 12:30 |
| Twente    | 5 - 2 Archivado el 24 de septiembre de 2011 en Wayback Machine. | ADO Den Haag    | 18 de septiembre de 2011 | 14:30 |
| Waalwijk  | 1 - 2 Archivado el 24 de septiembre de 2011 en Wayback Machine. | AZ              | 18 de septiembre de 2011 | 14:30 |
| Utrecht   | 2 - 2 Archivado el 24 de septiembre de 2011 en Wayback Machine. | Heracles Almelo | 18 de septiembre de 2011 | 16:30 |

| PSV           | 7 - 1 Archivado el 26 de septiembre de 2011 en Wayback Machine. | Roda            | 24 de septiembre de 2011 | 18:45 |
| Heerenveen    | 1 - 1 Archivado el 28 de septiembre de 2011 en Wayback Machine. | Heracles Almelo | 24 de septiembre de 2011 | 19:45 |
| ADO Den Haag  | 2 - 0 Archivado el 28 de septiembre de 2011 en Wayback Machine. | VVV-Venlo       | 24 de septiembre de 2011 | 19:45 |
| NAC Breda     | 1 - 0 Archivado el 28 de septiembre de 2011 en Wayback Machine. | Utrecht         | 24 de septiembre de 2011 | 19:45 |
| Ajax          | 1 - 1 Archivado el 28 de septiembre de 2011 en Wayback Machine. | Twente          | 24 de septiembre de 2011 | 20:45 |
| AZ            | 2 - 1 Archivado el 28 de septiembre de 2011 en Wayback Machine. | Feyenoord       | 25 de septiembre de 2011 | 12:30 |
| De Graafschap | 2 - 3 Archivado el 28 de septiembre de 2011 en Wayback Machine. | Groningen       | 25 de septiembre de 2011 | 14:30 |
| Waalwijk      | 2 - 0 Archivado el 28 de septiembre de 2011 en Wayback Machine. | NEC             | 25 de septiembre de 2011 | 14:30 |
| Excelsior     | 0 - 2 Archivado el 28 de septiembre de 2011 en Wayback Machine. | Vitesse         | 25 de septiembre de 2011 | 16:30 |

| Heracles Almelo | 2 - 0 Archivado el 2 de octubre de 2011 en Wayback Machine. | De Graafschap | 30 de septiembre de 2011 | 20:00 |
| Utrecht         | 3 - 0 Archivado el 2 de octubre de 2011 en Wayback Machine. | Waalwijk      | 1 de octubre de 2011     | 18:45 |
| Vitesse         | 1 - 1 Archivado el 2 de octubre de 2011 en Wayback Machine. | Heerenveen    | 1 de octubre de 2011     | 19:45 |
| Roda            | 4 - 3 Archivado el 2 de octubre de 2011 en Wayback Machine. | NAC Breda     | 1 de octubre de 2011     | 20:45 |
| VVV-Venlo       | 1 - 3 Archivado el 4 de octubre de 2011 en Wayback Machine. | AZ            | 2 de octubre de 2011     | 12:30 |
| Feyenoord       | 0 - 3 Archivado el 4 de octubre de 2011 en Wayback Machine. | ADO Den Haag  | 2 de octubre de 2011     | 14:30 |
| Groningen       | 1 - 0 Archivado el 4 de octubre de 2011 en Wayback Machine. | Ajax          | 2 de octubre de 2011     | 14:30 |
| Twente          | 2 - 2 Archivado el 4 de octubre de 2011 en Wayback Machine. | Excelsior     | 2 de octubre de 2011     | 14:30 |
| NEC             | 0 - 2 Archivado el 4 de octubre de 2011 en Wayback Machine. | PSV           | 2 de octubre de 2011     | 16:30 |

| Ajax            | 2 - 2 Archivado el 17 de octubre de 2011 en Wayback Machine.   | AZ            | 15 de octubre de 2011 | 18:45 |
| Heracles Almelo | 2 - 1 Archivado el 22 de diciembre de 2011 en Wayback Machine. | Groningen     | 15 de octubre de 2011 | 19:45 |
| Heerenveen      | 1 - 1 Archivado el 22 de diciembre de 2011 en Wayback Machine. | De Graafschap | 15 de octubre de 2011 | 19:45 |
| Waalwijk        | 0 - 4 Archivado el 22 de diciembre de 2011 en Wayback Machine. | Twente        | 15 de octubre de 2011 | 19:45 |
| PSV             | 1 - 0 Archivado el 18 de octubre de 2011 en Wayback Machine.   | Utrecht       | 15 de octubre de 2011 | 20:45 |
| NEC             | 0 - 1                                                          | Vitesse       | 16 de octubre de 2011 | 12:30 |
| Roda            | 4 - 1 Archivado el 19 de octubre de 2011 en Wayback Machine.   | ADO Den Haag  | 16 de octubre de 2011 | 14:30 |
| Feyenoord       | 4 - 0 Archivado el 22 de diciembre de 2011 en Wayback Machine. | VVV-Venlo     | 16 de octubre de 2011 | 14:30 |
| NAC Breda       | 2 - 0 Archivado el 22 de diciembre de 2011 en Wayback Machine. | Excelsior     | 16 de octubre de 2011 | 16:30 |

| De Graafschap | 3 - 1 Archivado el 26 de octubre de 2011 en Wayback Machine. | NAC Breda       | 21 de octubre de 2011 | 20:00 |
| VVV-Venlo     | 4 - 1 Archivado el 29 de octubre de 2011 en Wayback Machine. | Waalwijk        | 22 de octubre de 2011 | 18:45 |
| Excelsior     | 0 - 2 Archivado el 29 de octubre de 2011 en Wayback Machine. | Heracles Almelo | 22 de octubre de 2011 | 19:45 |
| ADO Den Haag  | 1 - 0 Archivado el 29 de octubre de 2011 en Wayback Machine. | NEC             | 22 de octubre de 2011 | 19:45 |
| Utrecht       | 1 - 4 Archivado el 29 de octubre de 2011 en Wayback Machine. | Heerenveen      | 22 de octubre de 2011 | 20:45 |
| Ajax          | 1 - 1 Archivado el 25 de octubre de 2011 en Wayback Machine. | Feyenoord       | 23 de octubre de 2011 | 12:30 |
| AZ            | 1 - 0 Archivado el 29 de octubre de 2011 en Wayback Machine. | Roda            | 23 de octubre de 2011 | 14:30 |
| Groningen     | 1 - 1 Archivado el 29 de octubre de 2011 en Wayback Machine. | Twente          | 23 de octubre de 2011 | 14:30 |
| Vitesse       | 1 - 1 Archivado el 29 de octubre de 2011 en Wayback Machine. | PSV             | 23 de octubre de 2011 | 16:30 |

| NAC Breda       | 3 - 1 Archivado el 29 de octubre de 2011 en Wayback Machine. | VVV-Venlo    | 28 de octubre de 2011 | 20:00 |
| Roda            | 0 - 4 Archivado el 31 de octubre de 2011 en Wayback Machine. | Ajax         | 29 de octubre de 2011 | 18:45 |
| Excelsior       | 1 - 0 Archivado el 31 de octubre de 2011 en Wayback Machine. | Waalwijk     | 29 de octubre de 2011 | 19:45 |
| Heerenveen      | 4 - 0 Archivado el 31 de octubre de 2011 en Wayback Machine. | ADO Den Haag | 29 de octubre de 2011 | 19:45 |
| Twente          | 2 - 2 Archivado el 31 de octubre de 2011 en Wayback Machine. | PSV          | 29 de octubre de 2011 | 20:45 |
| De Graafschap   | 0 - 1 Archivado el 31 de octubre de 2011 en Wayback Machine. | Vitesse      | 30 de octubre de 2011 | 12:30 |
| Groningen       | 6 - 0 Archivado el 31 de octubre de 2011 en Wayback Machine. | Feyenoord    | 30 de octubre de 2011 | 14:30 |
| NEC             | 3 - 1 Archivado el 3 de enero de 2012 en Wayback Machine.    | Utrecht      | 30 de octubre de 2011 | 14:30 |
| Heracles Almelo | 0 - 1 Archivado el 31 de octubre de 2011 en Wayback Machine. | AZ           | 30 de octubre de 2011 | 16:30 |

| VVV-Venlo | 0 - 0 Archivado el 5 de noviembre de 2011 en Wayback Machine.  | Excelsior       | 4 de noviembre de 2011 | 20:00 |
| NAC Breda | 1 - 0 Archivado el 8 de noviembre de 2011 en Wayback Machine.  | Vitesse         | 5 de noviembre de 2011 | 18:45 |
| Waalwijk  | 1 - 1 Archivado el 8 de noviembre de 2011 en Wayback Machine.  | Groningen       | 5 de noviembre de 2011 | 19:45 |
| Roda      | 1 - 2 Archivado el 8 de noviembre de 2011 en Wayback Machine.  | Heerenveen      | 5 de noviembre de 2011 | 19:45 |
| Feyenoord | 0 - 1 Archivado el 7 de noviembre de 2011 en Wayback Machine.  | NEC             | 5 de noviembre de 2011 | 20:45 |
| Utrecht   | 6 - 4 Archivado el 10 de diciembre de 2011 en Wayback Machine. | Ajax            | 6 de noviembre de 2011 | 12:30 |
| Twente    | 4 - 0 Archivado el 8 de noviembre de 2011 en Wayback Machine.  | De Graafschap   | 6 de noviembre de 2011 | 14:30 |
| AZ        | 3 - 0 Archivado el 8 de noviembre de 2011 en Wayback Machine.  | ADO Den Haag    | 6 de noviembre de 2011 | 14:30 |
| PSV       | 4 - 1 Archivado el 8 de noviembre de 2011 en Wayback Machine.  | Heracles Almelo | 6 de noviembre de 2011 | 16:30 |

| De Graafschap   | 1 - 3                                                          | PSV       |
| Heerenveen      | 1 - 1                                                          | Waalwijk  |
| NEC             | 1 - 2                                                          | Roda      |
| Heracles Almelo | 1 - 1                                                          | Twente    |
| Ajax            | 2 - 2                                                          | NAC Breda |
| ADO Den Haag    | 2 - 2                                                          | Utrecht   |
| Vitesse         | 0 - 4                                                          | Feyenoord |
| Groningen       | 2 - 1                                                          | VVV-Venlo |
| Excelsior       | 0 - 0 Archivado el 27 de noviembre de 2011 en Wayback Machine. | AZ        |

| AZ        | 2 - 0 | Utrecht         |
| NAC Breda | 2 - 2 | Heerenveen      |
| VVV-Venlo | 1 - 2 | De Graafschap   |
| Roda      | 3 - 1 | Heracles Almelo |
| PSV       | 6 - 1 | Groningen       |
| Waalwijk  | 1 - 2 | Feyenoord       |
| Excelsior | 1 - 1 | ADO Den Haag    |
| NEC       | 0 - 3 | Ajax            |
| Twente    | 0 - 0 | Vitesse         |

| Heracles Almelo | 7 - 0                                                         | VVV-Venlo |
| Groningen       | 3 - 3                                                         | NEC       |
| De Graafschap   | 1 - 2                                                         | Roda      |
| ADO Den Haag    | 3 - 0                                                         | NAC Breda |
| Ajax            | 4 - 1                                                         | Excelsior |
| Feyenoord       | 2 - 0 Archivado el 7 de diciembre de 2011 en Wayback Machine. | PSV       |
| Utrecht         | 2 - 6 Archivado el 6 de enero de 2012 en Wayback Machine.     | Twente    |
| Vitesse         | 4 - 0                                                         | Waalwijk  |
| Heerenveen      | 5 - 1 Archivado el 7 de diciembre de 2011 en Wayback Machine. | AZ        |

| ADO Den Haag | 2 - 0 Archivado el 2 de febrero de 2012 en Wayback Machine. | Heracles Almelo | 9 de diciembre de 2011  | 20:00 |
| Twente       | 2 - 0 Archivado el 2 de febrero de 2012 en Wayback Machine. | NEC             | 10 de diciembre de 2011 | 18:45 |
| AZ           | 4 - 0 Archivado el 31 de enero de 2012 en Wayback Machine.  | De Graafschap   | 10 de diciembre de 2011 | 19:45 |
| Excelsior    | 0 - 5 Archivado el 26 de enero de 2012 en Wayback Machine.  | Heerenveen      | 10 de diciembre de 2011 | 19:45 |
| PSV          | 1 - 0 Archivado el 29 de enero de 2012 en Wayback Machine.  | NAC Breda       | 10 de diciembre de 2011 | 20:45 |
| VVV-Venlo    | 2 - 0 Archivado el 5 de febrero de 2012 en Wayback Machine. | Roda            | 11 de diciembre de 2011 | 12:30 |
| Utrecht      | 2 - 2 Archivado el 2 de febrero de 2012 en Wayback Machine. | Feyenoord       | 11 de diciembre de 2011 | 14:30 |
| Waalwijk     | 0 - 1 Archivado el 19 de marzo de 2012 en Wayback Machine.  | Ajax            | 11 de diciembre de 2011 | 14:30 |
| Vitesse      | 0 - 0 Archivado el 7 de febrero de 2012 en Wayback Machine. | Groningen       | 11 de diciembre de 2011 | 16:30 |

| De Graafschap   | 1 - 3 | Waalwijk     |
| Heracles Almelo | 0 - 1 | Vitesse      |
| NEC             | 2 - 0 | VVV-Venlo    |
| Roda            | 7 - 0 | Excelsior    |
| Groningen       | 1 - 0 | Utrecht      |
| Ajax            | 4 - 0 | ADO Den Haag |
| Feyenoord       | 3 - 2 | Twente       |
| NAC Breda       | 2 - 1 | AZ           |
| Heerenveen      | 1 - 5 | PSV          |

| ADO Den Haag  | 3 - 3 | Roda            |
| De Graafschap | 0 - 2 | Heerenveen      |
| Excelsior     | 3 - 0 | NAC Breda       |
| Twente        | 5 - 0 | Waalwijk        |
| Vitesse       | 0 - 1 | NEC             |
| VVV-Venlo     | 2 - 1 | Feyenoord       |
| Groningen     | 2 - 1 | Heracles Almelo |
| AZ            | 1 - 1 | Ajax            |
| Utrecht       | 1 - 1 | PSV             |

| PSV             | 3 - 1 | Vitesse       |
| Heerenveen      | 2 - 0 | Utrecht       |
| Heracles Almelo | 3 - 0 | Excelsior     |
| NAC Breda       | 1 - 1 | De Graafschap |
| Roda            | 2 - 0 | AZ            |
| Feyenoord       | 4 - 2 | Ajax          |
| Twente          | 4 - 1 | Groningen     |
| Waalwijk        | 4 - 0 | VVV-Venlo     |
| NEC             | 2 - 0 | ADO Den Haag  |

| Heerenveen      | 4 - 3 Archivado el 8 de febrero de 2012 en Wayback Machine. | Roda      | 3 de febrero de 2012 | 20:00 |
| Excelsior       | 3 - 1 Archivado el 8 de febrero de 2012 en Wayback Machine. | VVV-Venlo | 4 de febrero de 2012 | 19:45 |
| Vitesse         | 1 - 0 Archivado el 8 de febrero de 2012 en Wayback Machine. | NAC Breda | 4 de febrero de 2012 | 20:45 |
| Ajax            | 0 - 2 Archivado el 8 de febrero de 2012 en Wayback Machine. | Utrecht   | 5 de febrero de 2012 | 12:30 |
| Heracles Almelo | 1 - 1 Archivado el 8 de febrero de 2012 en Wayback Machine. | PSV       | 5 de febrero de 2012 | 14:30 |
| NEC             | 0 - 2 Archivado el 8 de febrero de 2012 en Wayback Machine. | Feyenoord | 5 de febrero de 2012 | 14:30 |
| Groningen       | 0 - 3 Archivado el 8 de febrero de 2012 en Wayback Machine. | Waalwijk  | 5 de febrero de 2012 | 16:30 |
| ADO Den Haag    | 0 - 6 Archivado el 9 de febrero de 2012 en Wayback Machine. | AZ        | 8 de febrero de 2012 | 19:00 |
| De Graafschap   | 1 - 2                                                       | Twente    | 21 de marzo de 2012  | 18:30 |

| Twente    | 2 - 3 | Heracles Almelo |
| AZ        | 2 - 0 | Excelsior       |
| Roda      | 1 - 0 | NEC             |
| VVV-Venlo | 2 - 0 | Groningen       |
| NAC Breda | 0 - 2 | Ajax            |
| Utrecht   | 1 - 1 | ADO Den Haag    |
| PSV       | 4 - 1 | De Graafschap   |
| Waalwijk  | 0 - 1 | Heerenveen      |
| Feyenoord | 3 - 1 | Vitesse         |

| Heerenveen      | 1 - 0 | NAC Breda |
| Feyenoord       | 1 - 1 | Waalwijk  |
| De Graafschap   | 1 - 4 | VVV-Venlo |
| ADO Den Haag    | 1 - 1 | Excelsior |
| Heracles Almelo | 2 - 1 | Roda      |
| Groningen       | 3 - 0 | PSV       |
| Utrecht         | 3 - 0 | AZ        |
| Ajax            | 4 - 1 | NEC       |
| Vitesse         | 1 - 4 | Twente    |

| Waalwijk  | 1 - 0 | Vitesse         |
| NAC Breda | 4 - 0 | ADO Den Haag    |
| Roda      | 0 - 2 | De Graafschap   |
| VVV-Venlo | 3 - 1 | Heracles Almelo |
| NEC       | 4 - 0 | Groningen       |
| Excelsior | 1 - 4 | Ajax            |
| Twente    | 1 - 0 | Utrecht         |
| PSV       | 3 - 2 | Feyenoord       |
| AZ        | 3 - 3 | Heerenveen      |

| ADO Den Haag | 0 - 0 | Heerenveen      |
| VVV-Venlo    | 2 - 1 | NAC Breda       |
| Waalwijk     | 1 - 0 | Excelsior       |
| AZ           | 3 - 1 | Heracles Almelo |
| Vitesse      | 2 - 0 | De Graafschap   |
| Utrecht      | 0 - 0 | NEC             |
| Ajax         | 4 - 1 | Roda            |
| Feyenoord    | 1 - 0 | Groningen       |
| PSV          | 2 - 6 | Twente          |

| Roda            | 3 - 1 | VVV-Venlo    |
| Groningen       | 1 - 3 | Vitesse      |
| Heracles Almelo | 0 - 2 | ADO Den Haag |
| Heerenveen      | 4 - 2 | Excelsior    |
| NAC Breda       | 3 - 1 | PSV          |
| NEC             | 3 - 1 | Twente       |
| Ajax            | 3 - 0 | Waalwijk     |
| Feyenoord       | 1 - 1 | Utrecht      |
| De Graafschap   | 0 - 2 | AZ           |

| ADO Den Haag | 0 - 2 | Ajax            |
| Waalwijk     | 1 - 0 | Graafschap      |
| Twente       | 1 - 2 | Feyenoord       |
| Utrecht      | 3 - 1 | Groningen       |
| PSV          | 5 - 1 | Heerenveen      |
| Vitesse      | 2 - 0 | Heracles Almelo |
| VVV-Venlo    | 0 - 2 | NEC nijmegen    |
| Excelsior    | 2 - 1 | Roda            |
| AZ           | 0 - 0 | NAC Breda       |

| Excelsior     | 0 - 1 | Gronongen    |
| Roda          | 3 - 1 | Vitesse      |
| NAC breda     | 1 - 1 | NEC Nijmegen |
| Heerenveen    | 4 - 1 | VVV-Venlo    |
| ADO Den Haag  | 1 - 1 | Twente       |
| AZ            | 1 - 0 | RKC Waalwijk |
| Heracles      | 3 - 1 | Utrecht      |
| De Graafschap | 0 - 3 | Feyenoord    |
| Ajax          | 2 - 0 | PSV          |

| Utrecht   | 3 - 2 | Excelsior       |
| Groningen | 1 - 3 | Heerenveen      |
| PSV       | 2 - 0 | VVV-Venlo       |
| Twente    | 2 - 0 | Roda            |
| Feyenoord | 3 - 1 | NAC Breda       |
| NEC       | 2 - 0 | De Graafschap   |
| Waalwijk  | 1 - 0 | ADO Den Haag    |
| Ajax      | 6 - 0 | Heracles Almelo |
| Vitesse   | 2 - 2 | AZ              |

| Excelsior     | 0 - 2 | NEC             |
| AZ            | 2 - 2 | Twente          |
| NAC Breda     | 1 - 2 | Heracles Almelo |
| Roda          | 0 - 0 | Feyenoord       |
| Waalwijk      | 2 - 1 | PSV             |
| Heerenveen    | 0 - 5 | Ajax            |
| De Graafschap | 3 - 0 | Utrecht         |
| VVV-Venlo     | 1 - 3 | Vitesse         |
| ADO Den Haag  | 3 - 0 | Groningen       |

| PSV             | 3 - 2 | AZ            |
| NEC             | 2 - 4 | Heerenveen    |
| Feyenoord       | 3 - 0 | Excelsior     |
| Twente          | 2 - 2 | NAC Breda     |
| Groningen       | 0 - 1 | Roda          |
| Utrecht         | 4 - 2 | VVV-Venlo     |
| Ajax            | 3 - 1 | De Graafschap |
| Vitesse         | 1 - 0 | ADO Den Haag  |
| Heracles Almelo | 1 - 1 | Waalwijk      |

| NAC Breda     | 0 - 3 | Roda            |
| Heerenveen    | 1 - 1 | Vitesse         |
| Waalwijk      | 0 - 2 | Utrecht         |
| De Graafschap | 2 - 3 | Heracles Almelo |
| Excelsior     | 0 - 1 | Twente          |
| ADO Den Haag  | 1 - 2 | Feyenoord       |
| AZ            | 2 - 1 | VVV-Venlo       |
| PSV           | 2 - 1 | NEC             |
| Ajax          | 2 - 0 | Groningen       |

| Groningen       | 1 - 1 | De Graafschap |
| Heracles Almelo | 2 - 4 | Heerenveen    |
| Utrecht         | 1 - 3 | NAC Breda     |
| Vitesse         | 3 - 2 | Excelsior     |
| VVV-Venlo       | 2 - 1 | ADO Den Haag  |
| Roda            | 1 - 3 | PSV           |
| Twente          | 1 - 2 | Ajax          |
| Feyenoord       | 1 - 0 | AZ            |
| NEC             | 1 - 1 | Waalwijk      |

| Groningen     | 1 - 1 | NAC Breda       |
| PSV           | 5 - 0 | ADO Den Haag    |
| NEC           | 1 - 1 | AZ              |
| Feyenoord     | 4 - 1 | Heracles Almelo |
| Ajax          | 2 - 0 | VVV-Venlo       |
| Twente        | 3 - 4 | Heerenveen      |
| Utrecht       | 2 - 2 | Vitesse         |
| De Graafschap | 2 - 2 | Excelsior       |
| Waalwijk      | 5 - 2 | Roda            |

| AZ              | 1 - 0 | Groningen     |
| Heerenveen      | 2 - 3 | Feyenoord     |
| VVV-Venlo       | 4 - 2 | Twente        |
| ADO Den Haag    | 3 - 5 | De Graafschap |
| Heracles Almelo | 1 - 2 | NEC           |
| Roda            | 1 - 3 | Utrecht       |
| Vitesse         | 1 - 3 | Ajax          |
| NAC Breda       | 3 - 2 | Waalwijk      |
| Excelsior       | 1 - 3 | PSV           |

## Goleadores
| Bas Dost                                                          | SC Heerenveen | 32 |
| Luuk de Jong                                                      | FC Twente     | 25 |
| Sanharib Malki                                                    | Roda JC       | 25 |
| Dries Mertens                                                     | PSV Eindhoven | 21 |
| John Guidetti                                                     | Feyenoord     | 20 |
| Ola Toivonen                                                      | PSV Eindhoven | 18 |
| Jozy Altidore                                                     | AZ Alkmaar    | 15 |
| Tim Matavž                                                        | PSV Eindhoven | 14 |
| Última actualización: 6 de mayo de 2012 (final de la competencia) |               |    |

## Play-offs

### Play-offs para ingresar a laUEFA Europa League 2012-13
| NEC     | 3 - 2 | Vitesse |
| Vitesse | 2 - 0 | NEC     |

| RKC Waalwijk | 1 - 1 | Twente       |
| Twente       | 0 - 1 | RKC Waalwijk |

| Final                                                                                                | Final     | Final        | Final | Final | Final |
| Local                                                                                                | Resultado | Visitante    |       |       |       |
| --- | --------- | ------------ | ----- | ----- | ----- |
| RKC Waalwijk                                                                                         | 1 - 3     | Vitesse      |       |       |       |
| Vitesse                                                                                              | 2 - 1     | RKC Waalwijk |       |       |       |
| Vitesse clasifica por un global de 2 - 5 a la segunda ronda previa de la UEFA Europa League 2012-13. |           |              |       |       |       |

### Play-offs de descenso

#### Ronda 1
| Local           | Resultado | Visitante       |
| --------------- | --------- | --------------- |
| Go Ahead Eagles | 1 - 1     | Den Bosch       |
| Den Bosch       | 2 - 0     | Go Ahead Eagles |

| Local              | Resultado | Visitante          |
| ------------------ | --------- | ------------------ |
| MVV Maastricht     | 0 - 2     | Cambuur Leeuwarden |
| Cambuur Leeuwarden | 0 - 1     | MVV Maastricht     |

#### Ronda 2
| Local                                                                      | Resultado | Visitante     |
| -------------------------------------------------------------------------- | --------- | ------------- |
| Den Bosch                                                                  | 0 - 0     | De Graafschap |
| De Graafschap                                                              | 1 - 1     | Den Bosch     |
| De Graafschap descendió a la Eerste Divisie por regla de gol de visitante. |           |               |

| Local            | Resultado | Visitante        |
| ---------------- | --------- | ---------------- |
| Willem II        | 2 - 1     | Sparta Rotterdam |
| Sparta Rotterdam | 1 - 1     | Willem II        |

| Local         | Resultado | Visitante     |
| ------------- | --------- | ------------- |
| Helmond Sport | 1 - 0     | Eindhoven     |
| Eindhoven     | 0 - 2     | Helmond Sport |

| Local     | Resultado | Visitante |
| --------- | --------- | --------- |
| Cambuur   | 0 - 0     | VVV-Venlo |
| VVV-Venlo | 4 - 3     | Cambuur   |

#### Ronda 3
| Local                                                      | Resultado | Visitante |
| ---------------------------------------------------------- | --------- | --------- |
| Den Bosch                                                  | 0 - 0     | Willem II |
| Willem II                                                  | 2 - 1     | Den Bosch |
| Willem II asciende a la Eredivisie con un global de 1 - 2. |           |           |

| Local                                                         | Resultado | Visitante     |
| ------------------------------------------------------------- | --------- | ------------- |
| Helmond Sport                                                 | 1 - 2     | VVV-Venlo     |
| VVV-Venlo                                                     | 2 - 2     | Helmond Sport |
| VVV-Venlo permaneció en la Eredivisie con un global de 3 - 4. |           |               |